# مورچه‌گیرک توسی
مورچه‌گیرک توسی(نام علمی: Myrmotherula schisticolor) نام گونه‌ای از تیره مورچه‌مرغ است.